# SERRA
SERRA（セラ）は、日本の女性歌手、作曲家である。
レーベルはバンダイナムコミュージックライブ・Purple One Star。
所属事務所はWINDSTAR WORKS。

## 略歴

### インディーズ時代
- 2018年 10月20日、ロックバンド「SALTY DOG」の二代目ボーカルとして加入する。
- 2021年 10月19日、TSUTAYA O-WESTのライブをもって活動休止。

### ソロデビュー

#### 2022年
- ボカロPのユリイ・カノンによる音楽プロジェクト「月詠み」にサポートボーカルとして参加。
- 8月1日、表記をSERAからSERRAに変更し、バンダイナムコミュージックライブ・Purple One Starへの所属を発表。
- 11月25日、配信限定シングル「EYERIS」をリリースしメジャーデビュー。

#### 2023年
- 3月24日、ユリイ・カノン楽曲提供曲「ブラックアウト」を配信リリース。
- 4月26日、SERRA初のタイアップ曲となる「Always and Forever」をリリース。
- 4月28日、初の単独ライブ「CЯEATION -クレアシオン-」をSpotify O-WESTにて開催。
- 同日、公式ファンクラブ「Garden of Veil - ガーデン・オブ・ヴェール」を立ち上げる。
- 9月17日、長野県最大・アニソン野外フェス「ナガノアニエラフェスタ2023」出演。
- 10月9日、西川貴教主催「イナズマロック フェス2023」出演。

#### 2024年
- 1月2日・3日、初の海外公演 “OMEN” - SERRA Live Debut in Hong Kong X HKDP Chamber Orchestra を HongKong “Y Theatre” at Chai Wan Youth Squareにて開催。
- 1月29日、スマホ/PC向けRPG「メメントモリ」に新登場するクラウディアのラメント「Own Way」の歌唱を担当する。
- 2月29日、3rd配信シングル「エルマキナの鼓動」をリリース。
- 5月31日、5ヶ月連続配信リリース第一弾「AURORA DAYS」をリリース。
- 6月21日、丸山漠(a crowd of rebellion)楽曲提供曲「MYTH LOGY」をリリース。
- 6月23日、SERRA 2nd LIVE「CЯEATION - Queen of the Night -」を渋谷WWWにて開催。
- 7月26日、6th配信シングル「テノヒラ」をリリース。
- 8月24日、タイのポップカルチャーイベント「AniEx Rainbow 2024」に出演。
- 8月30日、7th配信シングル「偽済世」(ギサイセイ)をリリース。
- 8月31日、Royal Scandal「ビーストインザビューティ (feat. SERRA) 」ボーカルを担当。
- 9月04日、寺島拓篤 ミニアルバム『ELEMENTS』収録M-02「Back to the 本能路」作曲を担当。
- 9月21日、SERRA 3rd LIVE「CЯEATION -Theater of Lycoris-」を東京キネマ倶楽部にて開催。
- 9月30日、8th配信シングル「ViVALE」をリリース。

## ディスコグラフィ

### 配信シングル
|     | 発売日         | タイトル         | 規格品番  |
| --- | -------------- | ---------------- | --------- |
| 1st | 2022年11月25日 | EYERIS           | LZC-2286  |
| 2nd | 2023年3月24日  | ブラックアウト   | LZC-2339  |
| 3rd | 2024年2月29日  | エルマキナの鼓動 | LZC-2749  |
| 4th | 2024年5月31日  | AURORA DAYS      | WIST-1001 |
| 5th | 2024年6月21日  | MTYH LOGY        | WIST-1002 |
| 6th | 2024年7月26日  | テノヒラ         | WIST-1003 |
| 7th | 2024年8月31日  | 偽済世           | WIST-1004 |
| 8th | 2024年9月30日  | ViVALE           | WIST-1005 |

### CDシングル
|     | 発売日        | タイトル           | 規格品番  |
| --- | ------------- | ------------------ | --------- |
| 1st | 2023年4月26日 | Always and Forever | LAPS-4015 |

### 参加作品
- ビーストインザビューティ (feat. SERRA) · Royal Scandal (2024年8月31日リリース)
- メメントモリ Lament Collection Vol.2（2024年10月23日発売）

## タイアップ
| 楽曲               | タイアップ                                                 | 時期   |
| ------------------ | ---------------------------------------------------------- | ------ |
| Always and Forever | テレビアニメ『彼女が公爵邸に行った理由』エンディングテーマ | 2023年 |

## ライブ
| 公演年 | 形態 | タイトル                                    | 公演日・会場                   |
| ------ | ---- | ------------------------------------------- | ------------------------------ |
| 2023年 | 単発 | 「CЯEATION -クレアシオン-」                 | 2023年4月28日 Spotify O-WEST   |
| 2024年 | 単発 | 2nd LIVE「CЯEATION - Queen of the Night -」 | 2024年6月23日 渋谷WWW          |
| 2024年 | 単発 | 3rd LIVE「CЯEATION -Theater of Lycoris-」   | 2024年9月21日 東京キネマ倶楽部 |